# 圣文生堂 (马赛)

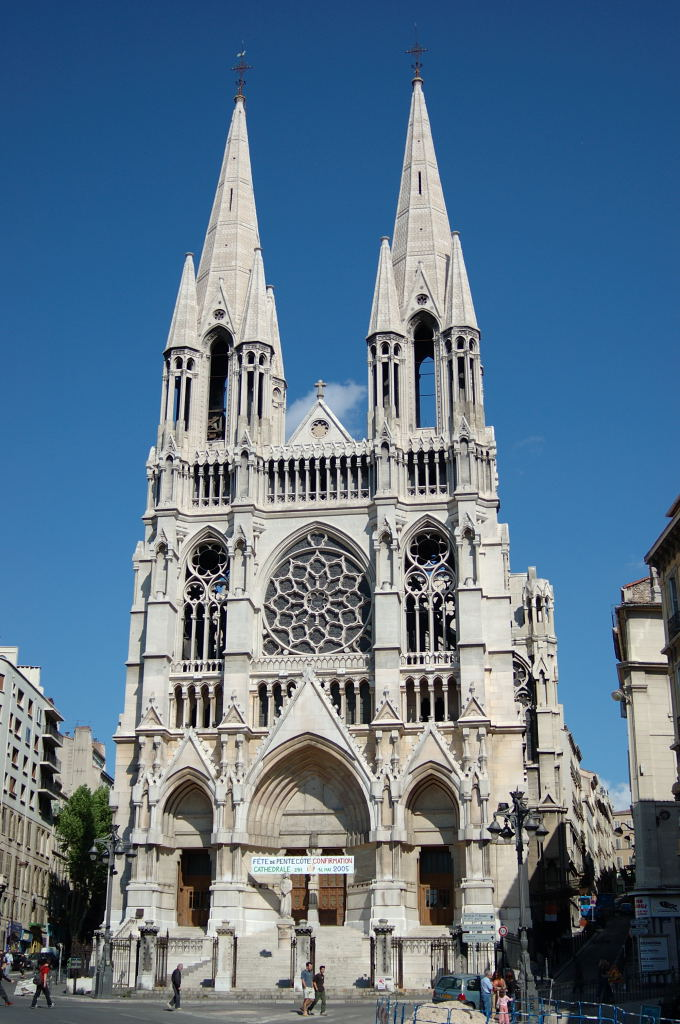
立面

圣文生教堂(Église Saint-Vincent-de-Paul) 是一座罗马天主教的本堂区圣堂，属于天主教马赛总教区，位于法国马赛的第一区，麻田街东端，俗称重整会教堂（Église des Réformés），因为它位于从前重整奥斯定会小圣堂的旧址。1611年6月20日，吉斯公爵为教堂奠基，供奉托伦蒂诺的尼各老。1801年教务专约签订后，1868年10月31日，拆除旧堂，建造目前的教堂。  
新教堂采用了13世纪哥特式风格，1855年4月22日，主教为教堂奠基。但是建造期间出现了问题，1862年，退休建筑师若瑟·普涅神甫修改了计划，1885年，教友们筹集了300万法郎，1886年9月20日教堂开幕。教堂的双塔高达70米，还有包裹青铜的大门和美丽的花窗玻璃。

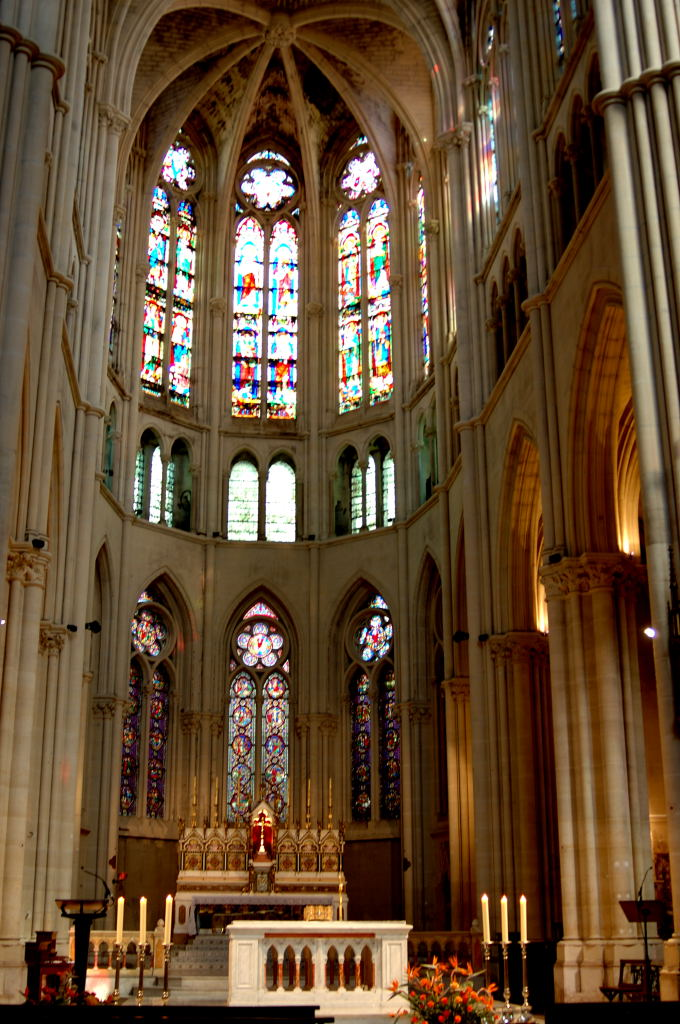
内部

## 伸延閱讀
- Antoine Ricard, Église Saint-Vincent-de-Paul à Marseille （页面存档备份，存于） (impr. Vve P. Chauffard, 1867, 21 pages).
- Félix Vérany, Les Augustins réformés et l'église Saint-Vincent-de-Paul de Marseille （页面存档备份，存于） (J. Chauffard, 1885, 288 pages).

43°17′56″N 5°23′09″E / 43.2988°N 5.3859°E